# 富海镇
富海镇，是中华人民共和国黑龙江省齐齐哈尔市富裕县下辖的一个乡镇级行政单位。

## 行政区划
富海镇下辖以下地区：
富海村、大泉子村、新生村、五星村、富北村、富民村、富胜村和宏生村。